# 海雲台区

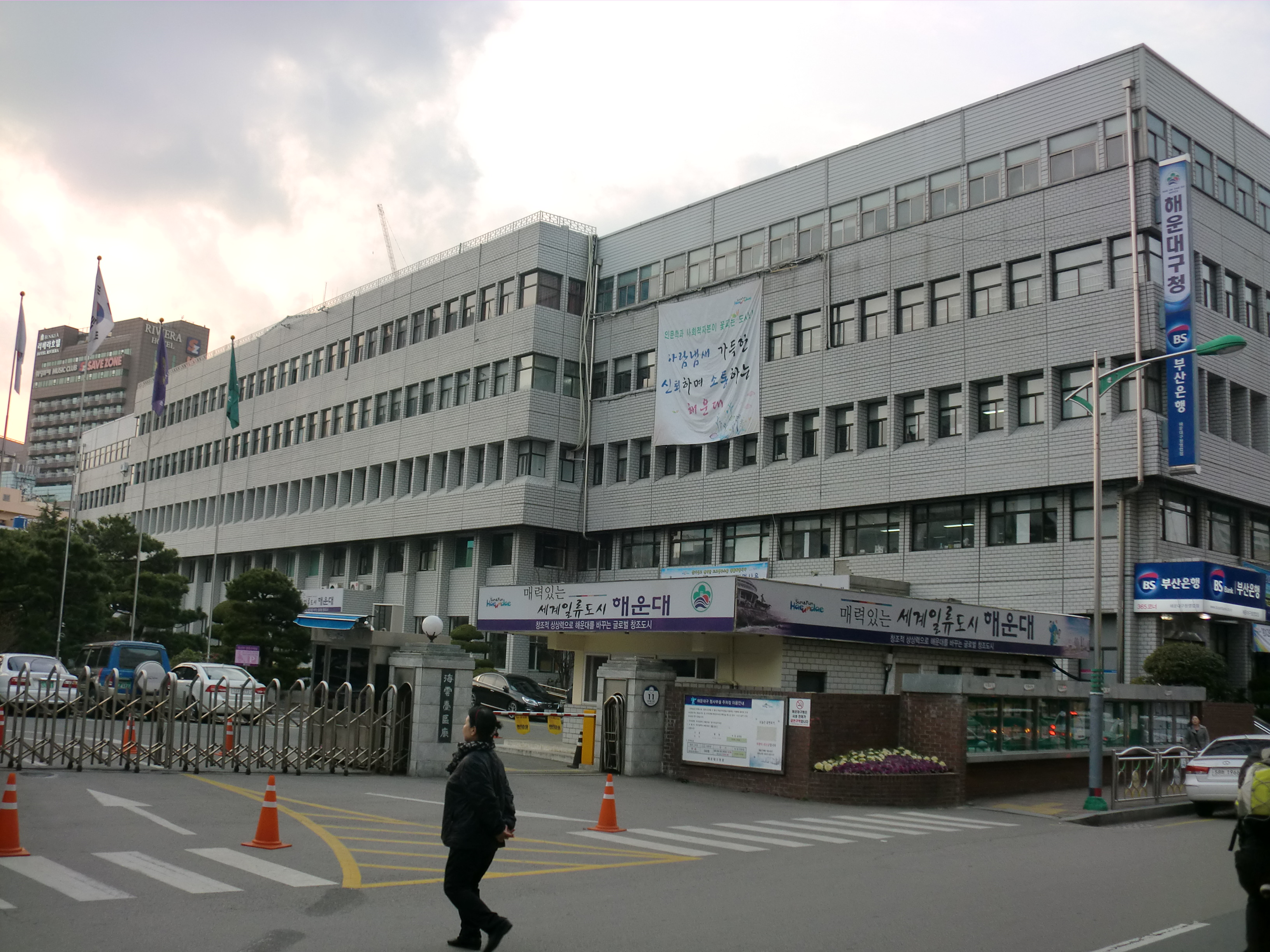
海雲台区庁

海雲台区（ヘウンデく）は、大韓民国釜山広域市の南東に位置する区。
海雲台ビーチがあり、韓国を代表する国際的なリゾート地として有名。それとともに、大規模なニュータウンを擁する郊外住宅地区であり、センタムシティや国際展示場BEXCOなどを擁する再開発地区でもある。

## 地理
海雲台区は、水営湾の東側沿岸の海雲台一帯から後方の山中に広がる。区域の西に水営江が流れ、これをほぼ境界として水営区・東萊区と隣接。西北に金井区、東で機張郡と接する。
最高峰は海雲台海水浴場の背後、区域の中央部に位置する萇山（634m）。

## 歴史
1990年代にはニュータウン（海雲台新市街地、12万人を計画）を造成した。釜山市民の約10％が本区に暮らしている。
- 1953年9月 - 右洞・中洞・佐洞を管轄する海雲台出張所が発足。
- 1957年1月 - 釜山市区制実施に伴い東萊区域となる。
- 1963年1月 - 釜山市が直轄市になる。
  - 慶尚南道東萊郡機張面松亭里を編入し、松亭洞と改編。
- 1976年5月 - 市直轄出張所に昇格。
- 1978年1月 - 東萊区盤如洞・盤松洞を編入。
- 1980年4月1日 - 東萊区佐洞・中洞・右洞・松亭洞・石坮洞・盤如洞・盤松洞・栽松洞（海雲台出張所の管轄地域）が分立し海雲台区が発足。
- 1994年8月31日 - 観光特区に指定される。

## 行政

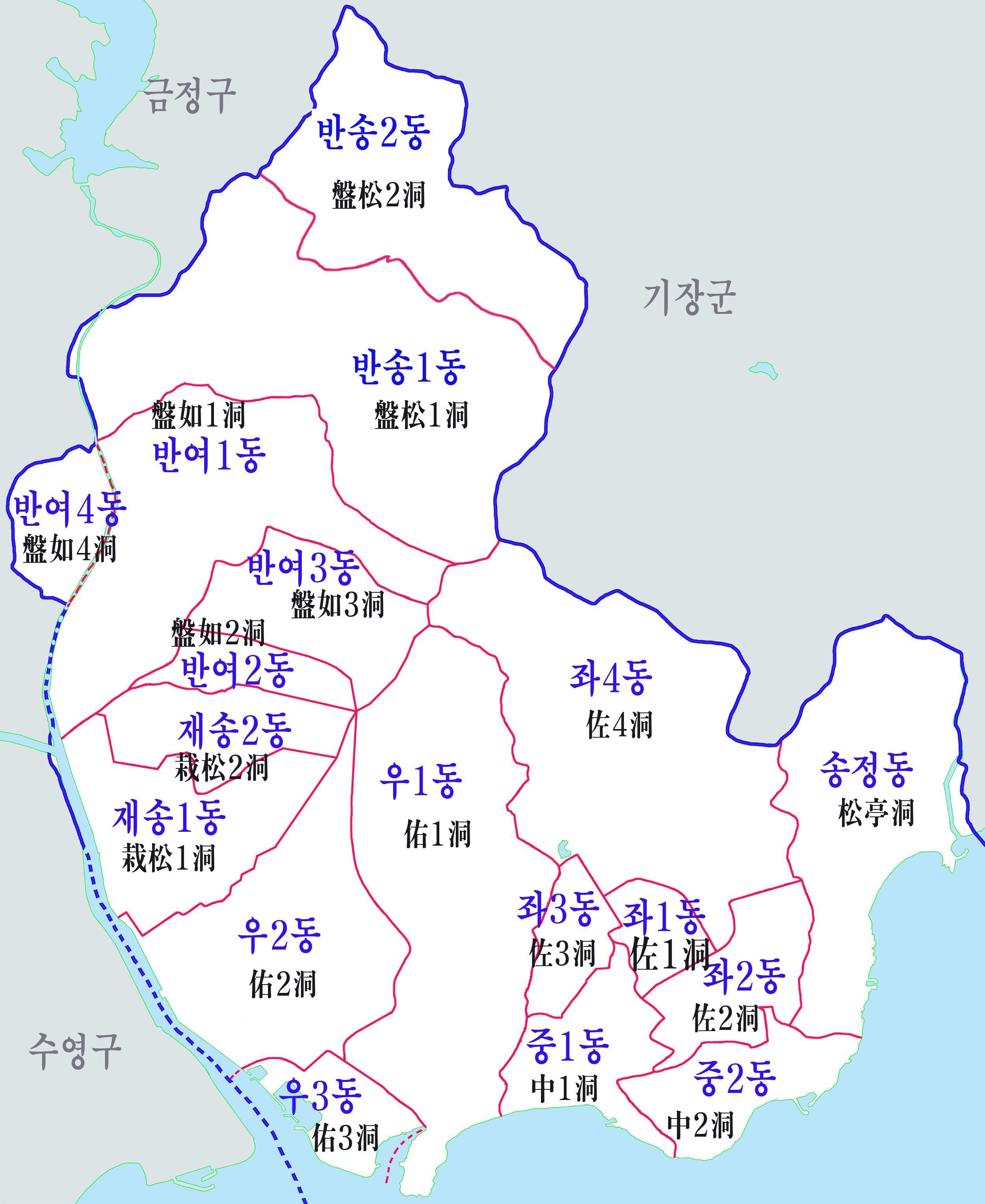
行政区域図

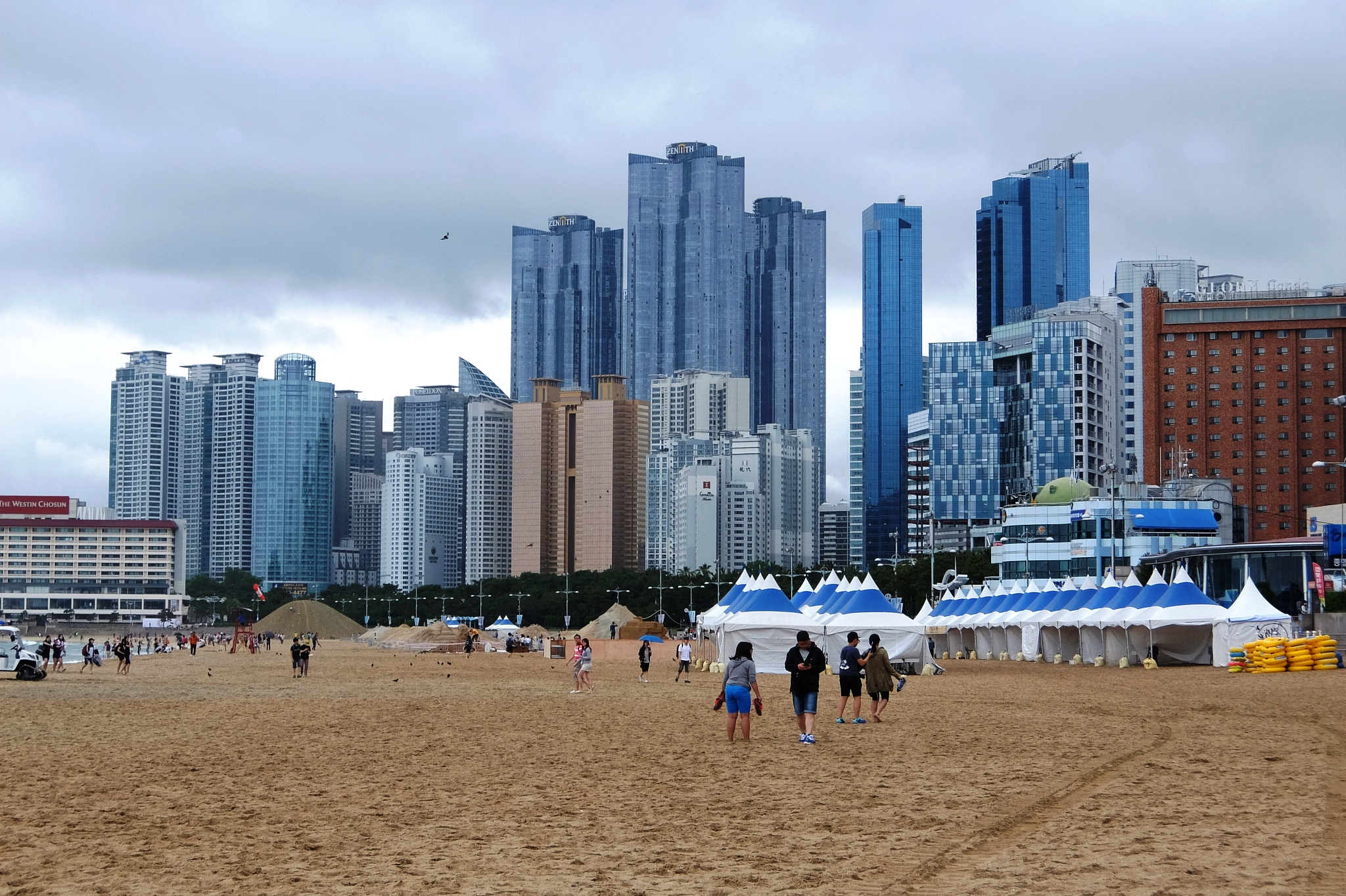
マリンシティ

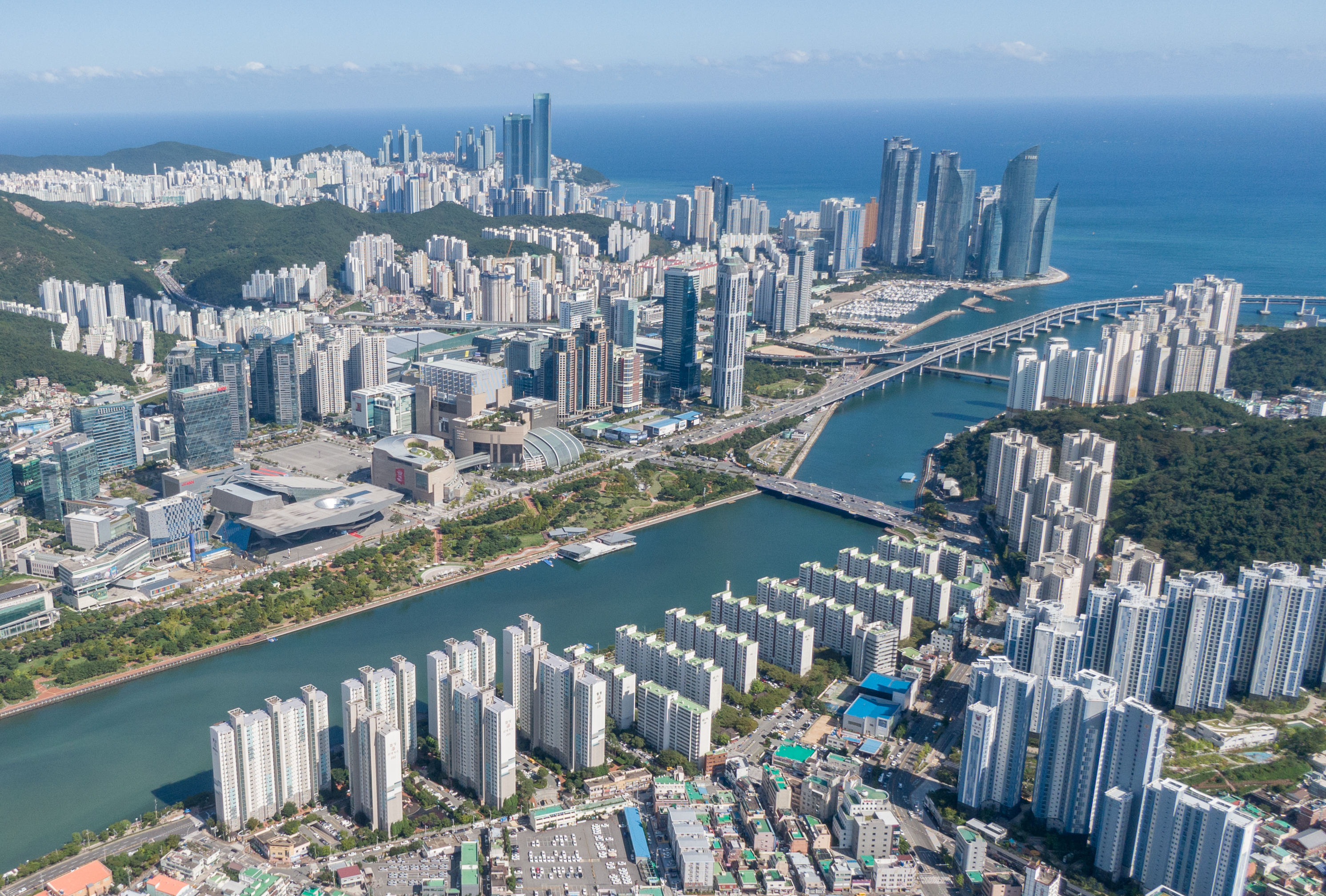
上空から見た海雲台区。水営江沿いの再開発地区

法定洞は8洞、行政洞は18洞からなる。区庁は中洞（中1洞）にある。区庁長は裵德光。
| 行政洞    | 法定洞         |
| --------- | -------------- |
| 佑第1洞   | 佑洞           |
| 佑第2洞   | 佑洞           |
| 佑第3洞   | 佑洞           |
| 中第1洞   | 中洞           |
| 中第2洞   | 中洞           |
| 佐第1洞   | 佐洞           |
| 佐第2洞   | 佐洞           |
| 佐第3洞   | 佐洞           |
| 佐第4洞   | 佐洞           |
| 松亭洞    | 松亭洞         |
| 盤如第1洞 | 盤如洞         |
| 盤如第2洞 | 盤如洞         |
| 盤如第3洞 | 盤如洞         |
| 盤如第4洞 | 盤如洞         |
| 盤松第1洞 | 盤松洞、石坮洞 |
| 盤松第2洞 | 盤松洞         |
| 栽松第1洞 | 栽松洞         |
| 栽松第2洞 | 栽松洞         |

警察
- 釜山海雲台警察署

消防
- 海雲台消防署
- 機張消防署
- 金井消防署

## 姉妹都市
国内
- 全羅南道海南郡
  - 1994年6月1日姉妹結縁締結
- 慶尚南道河東郡
  - 1997年6月28日姉妹結縁締結

国外
- マンリー市 （オーストラリア・ニューサウスウェールズ州）
  - 1994年7月1日姉妹結縁締結
- 揚州市（中国江蘇省）
  - 2007年1月15日文化・観光交流協議書締結（友好都市）

## 交通
韓国鉄道公社（KORAIL）
- 東海線：栽松駅 - センタム駅 - BEXCO駅 - 新海雲台駅 - 松亭駅
  - この他、釜山院洞駅が東萊区との区境に位置する。

釜山交通公社（Humetro）
- 2号線：萇山駅 - 中洞駅 - 海雲台駅 - 冬柏駅 - BEXCO駅  - センタムシティ駅
- 4号線：盤如農産物市場駅 - 石坮駅 - 霊山大駅 - 上盤松駅